# Subsistit in
Subsistit in (« subsiste dans ») est une expression latine qui se trouve dans la constitution dogmatique Lumen gentium (1964). Ce document, issu du concile Vatican II et complété par un décret sur l'œcuménisme, est consacré à l'ecclésiologie dans une perspective catholique.

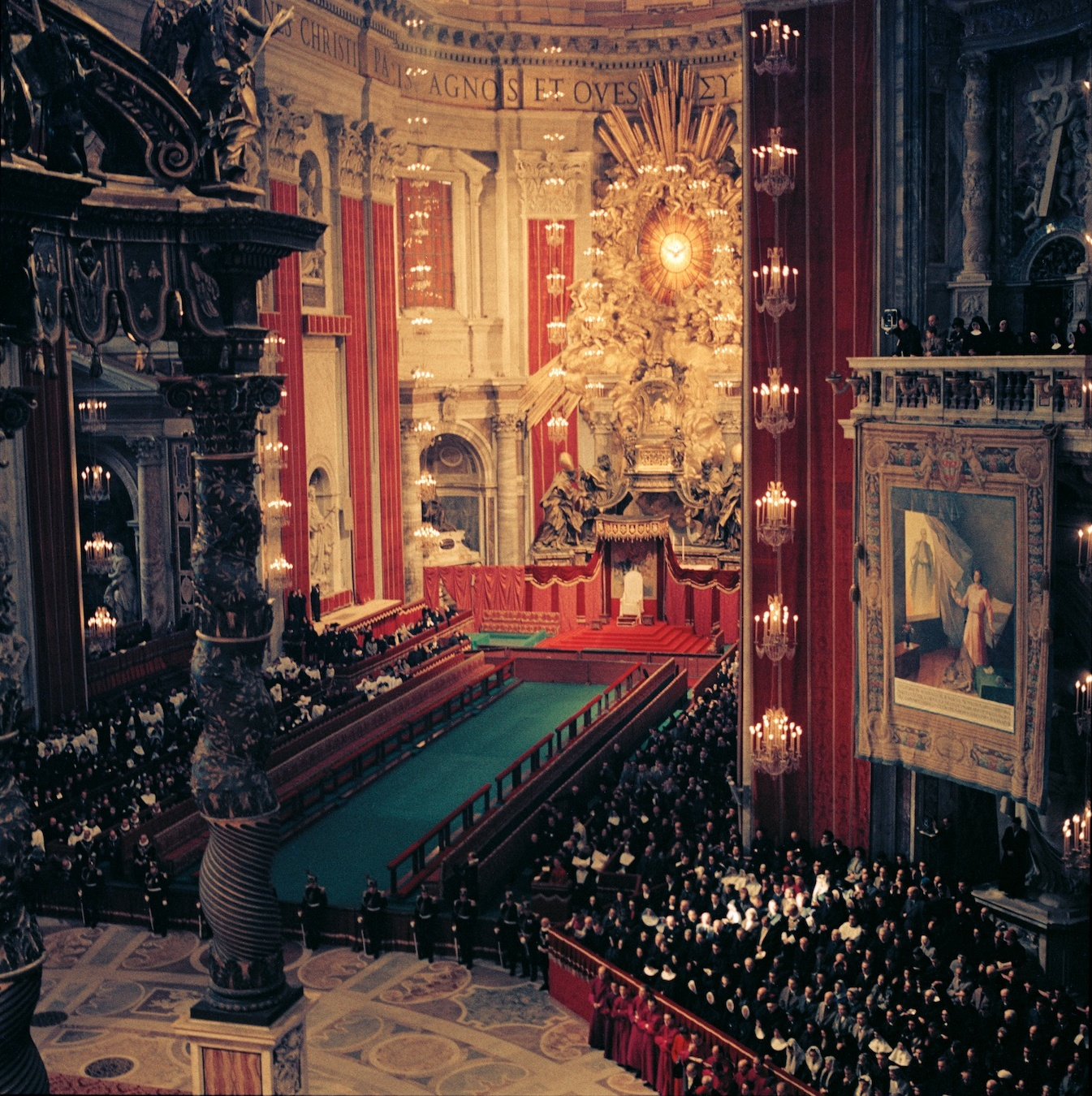
Le concile Vatican II réuni dans la basilique Saint-Pierre, photographie de Lothar Wolleh.

Lumen gentium est l'un des textes qui auront provoqué au cours des années le plus de controverses théologiques et de difficultés de compréhension, dont la plus importante est sans doute la signification de  subsistit in. L'« unique Église du Christ » y est définie en ces termes : 

« Haec Ecclesia, in hoc mundo ut societas constituta et ordinata, subsistit in Ecclesia catholica, a successore Petri et Episcopis in eius communione gubernata, licet extra eius compaginem elementa plura sanctificationis et veritatis inveniantur, quae ut dona Ecclesiae Christi propria, ad unitatem catholicam impellunt. »

La traduction officielle en français est la suivante :

« Cette Église comme société constituée et organisée en ce monde, c’est dans l’Église catholique qu’elle subsiste, gouvernée par le successeur de Pierre et les évêques qui sont en communion avec lui, bien que des éléments nombreux de sanctification et de vérité se trouvent hors de sa sphère, éléments qui, appartenant proprement par le don de Dieu à l’Église du Christ, portent par eux-mêmes à l’unité catholique. »

Pour certains, partisans de l'« herméneutique de la discontinuité et de la rupture », cette formule tend à relativiser l'identification de l'Église du Christ avec l'Église catholique. Pour d'autres, dont le pape Benoît XVI, défenseur de l'« herméneutique de la réforme dans la continuité », elle se borne à préciser la doctrine traditionnelle en fonction des besoins actuels.

## Origine de l'expression

### De Vatican I à Vatican II
Depuis le milieu du XIXe siècle, l'Église catholique s'est efforcée de définir sa nature et sa mission en élaborant un document ecclésiologique de référence. Tel fut le cas lors du concile Vatican I, dont l'interruption n'a pas permis de réaliser ce projet, mais aussi de l'encyclique Satis cognitum de Léon XIII (1896) et enfin de l'encyclique Mystici Corporis  Christi de Pie XII (1943). C'est à cette nécessité qu'entend répondre le concile Vatican II avec la constitution dogmatique Lumen gentium (1964), complétée par le décret Unitatis Redintegratio (1964) sur l'œcuménisme.
En 1943, Mystici Corporis Christi décrit la « véritable Église de Jésus-Christ » en ces termes : « celle qui est sainte, catholique, apostolique, romaine ». Puis, face aux réactions négatives d'un certain nombre de théologiens catholiques, Pie XII réaffirme ce point dans une nouvelle encyclique, Humani generis (1950) : « Certains estiment qu'ils ne sont pas liés par la doctrine que Nous avons exposée il y a peu d'années dans notre lettre encyclique [Mystici Corporis Christi] et qui est fondée sur les sources de la révélation, selon laquelle le Corps mystique et l'Église catholique romaine sont une seule et même chose ».

### Les discussions conciliaires

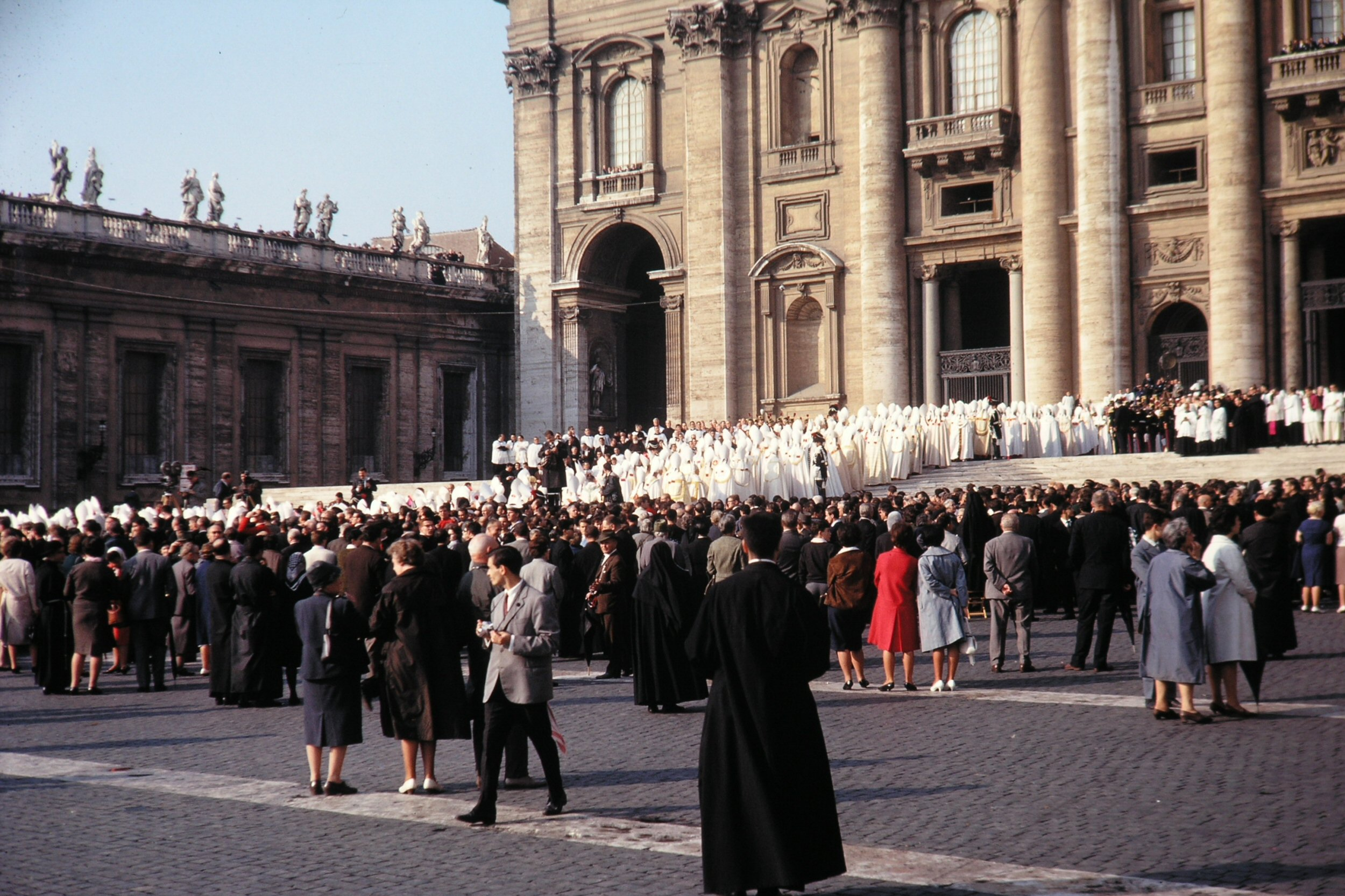
La procession d'ouverture du concile Vatican II à Rome, le 11 octobre 1962.

Lors de la session d'ouverture du concile Vatican II, en octobre 1962, le document préparatoire proposé aux évêques identifie lui aussi le corps mystique du Christ à l'Église catholique. Toutefois, les réactions ont été si négatives que ce texte a été abandonné et qu'un nouveau projet a été présenté en 1963, soulignant toujours que l'Église du Christ est l'Église catholique romaine, mais une clause supplémentaire ajoutait que de nombreux « éléments de vérité et de sanctification » (elementa veritatis et sanctificationis) peuvent être trouvés en dehors de sa structure.
Un projet révisé, proposé aux pères conciliaires en 1964, introduit le mot subsistit dans le texte latin. Cette nouvelle formulation est due au jésuite néerlandais Sebastiaan Tromp, ancien conseiller pontifical de Pie XII. Professeur de théologie fondamentale à l'Université pontificale grégorienne, Sebastiaan Tromp est aussi l'un des auteurs de l'encyclique Mystici Corporis Christi de 1943.
Lors du concile Vatican II, Tromp est secrétaire de la Commission doctrinale sous les ordres du cardinal Ottaviani. En tant que tel, il a élaboré des schemata (des documents préparatoires) qui ont d'emblée été écartés par Karl Rahner et d'autres pères conciliaires : ceux-ci, refusant la mainmise de la curie romaine sur les travaux des évêques, ont contesté la composition et les méthodes des commissions préparatoires, qui auraient fait du concile une simple chambre d'enregistrement de textes préétablis. De surcroît, Rahner et les autres contestataires reprochent à Tromp une vision trop pointilleuse de la Tradition. À l'inverse, Joseph Ratzinger a jugé ce rejet trop radical. Dans ses Mémoires, il salue la  « solide base théologique » des schemata de Tromp tout en reconnaissant  qu'ils « ne portaient que de faibles traces du renouveau biblique et patristique des dernières décennies, de sorte qu'ils donnaient une impression de rigidité et d'étroitesse en raison de leur dépendance excessive à la scolastique ». Le théologien Karl Becker souligne qu'il est donc « impensable » que Tromp, changeant soudainement d'avis, ait cherché à affaiblir l'identification de l'Église du Christ avec l'Église catholique.

### Est, adest, exsistit, subsistit
Dans la constitution dogmatique Lumen gentium de 1964, le concile Vatican II précise dans la section 8 (emphase ajoutée) : 

« C’est là l’unique Église du Christ, dont nous professons dans le symbole l’unité, la sainteté, la catholicité et l’apostolicité, cette Église que notre Sauveur, après sa résurrection, remit à Pierre pour qu’il en soit le pasteur (Jn 21, 17), qu’il lui confia, à lui et aux autres Apôtres, pour la répandre et la diriger (cf. Mt 28, 18, etc.) et dont il a fait pour toujours "la colonne et le fondement de la vérité" (1 Tm 3, 15). Cette Église comme société constituée et organisée en ce monde, c’est dans l’Église catholique qu’elle subsiste, gouvernée par le successeur de Pierre et les évêques qui sont en communion avec lui, bien que des éléments nombreux de sanctification et de vérité se trouvent hors de sa sphère, éléments qui, appartenant proprement par le don de Dieu à l’Église du Christ, portent par eux-mêmes à l’unité catholique. »

En d'autres termes, au lieu d'affirmer que l'Église du Christ est l'Église catholique, Lumen gentium déclare que l'Église du Christ subsiste dans l'Église catholique.
L'année suivante, le concile Vatican II reprend cette expression dans le préambule de la déclaration Dignitatis Humanae (1965) sur la liberté religieuse :
« C’est pourquoi, tout d’abord, le saint Concile déclare que Dieu a lui-même fait connaître au genre humain la voie par laquelle, en le servant, les hommes peuvent obtenir le salut et le bonheur dans le Christ. Cette unique vraie religion, nous croyons qu’elle subsiste dans l’Église catholique et apostolique à laquelle le Seigneur Jésus a confié le mandat de la faire connaître à tous les hommes, lorsqu’il dit aux Apôtres : « Allez donc, de toutes les nations faites des disciples, les baptisant au nom du Père, et du Fils, et du Saint-Esprit, et leur apprenant à observer tout ce que je vous ai prescrit » (Mt 28:19-20). »
Si Karl Becker estime que le subsistit témoigne chez Tromp d'une volonté de réaffirmer que l'Église du Christ, avec la plénitude des moyens institués par le Christ, perdure à jamais dans l'Église catholique, il n'en demeure pas moins que les pères conciliaires n'ont pas explicité de sens de ce verbe subsistit, ce qui a ouvert la voie à des interprétations multiples.

## Le débat des années 1980
Les discussions autour du subsistit in sont la manifestation de l'existence, dans l’Église catholique, des enjeux concernant la réception de Vatican II entre différents courants, notamment de certains secteurs de la curie romaine, et d'autres comme ceux de l'école de Bologne, dans la mouvance de Giuseppe Alberigo et de son Histoire du concile Vatican II.
Le point de vue romain et les enjeux de l'herméneutique de Vatican II ont été résumés par Benoît XVI dans l'un de ses discours à la curie :

« Pourquoi l'accueil du concile, dans de grandes parties de l'Église, s'est-il jusqu'à présent déroulé de manière aussi difficile ? Eh bien, tout dépend de la juste interprétation du concile ou - comme nous le dirions aujourd'hui - de sa juste herméneutique, de la juste clef de lecture et d'application. Les problèmes de la réception sont nés du fait que deux herméneutiques contraires se sont trouvées confrontées et sont entrées en conflit. L'une a causé de la confusion, l'autre, silencieusement mais de manière toujours plus visible, a porté et porte des fruits. D'un côté, il existe une interprétation que je voudrais appeler herméneutique de la discontinuité et de la rupture ; celle-ci a souvent pu compter sur la sympathie des mass media, et également d'une partie de la théologie moderne. D'autre part, il y a l'herméneutique de la réforme, du renouveau dans la continuité de l'unique sujet-Église, que le Seigneur nous a donné ; c'est un sujet qui grandit dans le temps et qui se développe, restant cependant toujours le même, l'unique sujet du Peuple de Dieu en marche. »

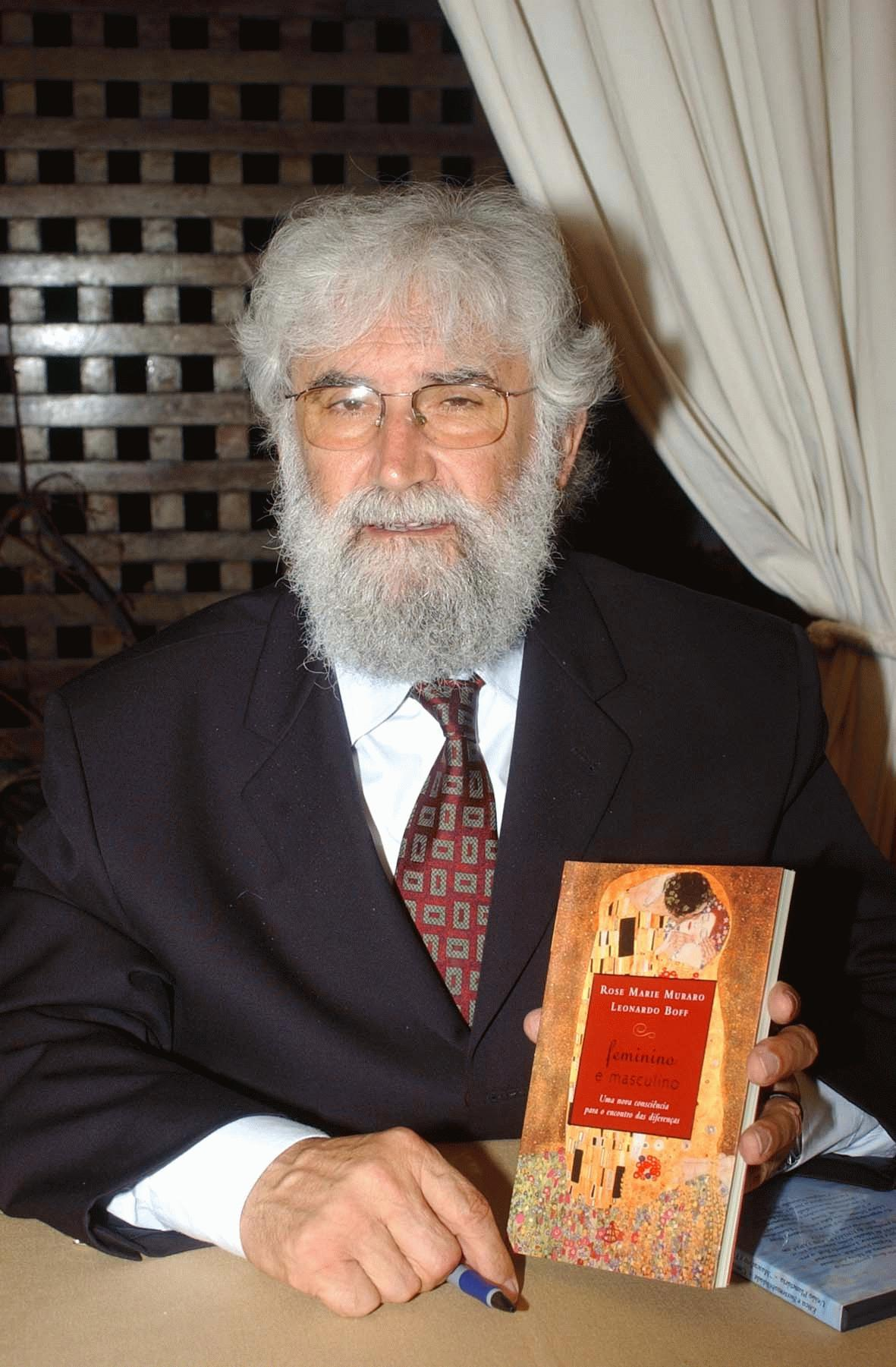
Leonardo Boff.

Le premier débat d'importance est ouvert au début des années 1980 par le livre Église, charisme et pouvoir de Leonardo Boff, qui est l'un des principaux représentants de la théologie de la libération, la thèse principale de cet ouvrage étant que l'Église du Christ subsiste non seulement dans l'Église catholique, mais aussi dans d'autres Églises.
En 1985, la Congrégation pour la Doctrine de la foi fait connaître son refus de ce type d'interprétation en affirmant que l'Église du Christ ne subsiste véritablement que dans l'Église catholique, en dehors de laquelle il n'existe que des éléments de cette Église. Accusant Boff de « relativisme ecclésiologique », la CDF ajoute : 

« Le concile avait, à l'inverse, choisi le mot subsistit précisément pour mettre en lumière qu'il existe une seule subsistance de la véritable Église, alors qu'en dehors de son ensemble visible, existent seulement des elementa Ecclesiae qui — étant des éléments de la même Église — tendent et conduisent vers l'Église catholique (Lumen gentium, 8). Le décret sur l’œcuménisme exprime la même doctrine (Unitatis Redintegratio, 3-4), laquelle fut de nouveau précisée dans la déclaration Mysterium Ecclesiæ, n. 1 (AAS LXV, 1973, p. 396-398). »

La CDF réfute l'idée que le concile ait pu modifier la doctrine catholique à cet égard, ce qui suscite les protestations d'un nombre important d'évêques et de théologiens, parmi lesquels le cardinal Johannes Willebrands, qui estiment que cette déclaration va à l'encontre des intentions du concile.
En 1989, le théologien jésuite Francis A. Sullivan propose de comprendre le subsistit dans son sens littéral de « continuer à exister » et conclut que, dans l'esprit du concile, c'est dans l'Église catholique seule que l'Église du Christ continue d'exister avec l'unité et la plénitude des grâces que le Christ a données à son Église, ce qui n'empêche pas la présence de l'Église du Christ dans d'autres communautés chrétiennes.

## Dominus Iesus
Le titre de la déclaration Dominus Iesus est une citation de la Première épître aux Corinthiens (12:3) par laquelle l'apôtre Paul résume la foi chrétienne : « Jésus est le Seigneur. »
Dans ce document publié en 2000, la Congrégation pour la Doctrine de la foi semble rejoindre l'interprétation de  Francis A. Sullivan en harmonisant deux positions doctrinales : « Par l'expression subsistit in, le Concile Vatican II a voulu proclamer deux affirmations doctrinales : d'une part, que malgré les divisions entre chrétiens, l'Église du Christ continue à exister en plénitude dans la seule Église catholique ; d'autre part, "que des éléments nombreux de sanctification et de vérité subsistent hors de ses structures", c'est-à-dire dans les Églises et Communautés ecclésiales qui ne sont pas encore en pleine communion avec l'Église catholique. Mais il faut affirmer de ces dernières que leur "force dérive de la plénitude de grâce et de vérité qui a été confiée à l'Église catholique" ».
Le théologien jésuite Richard Gaillardetz juge cette explication assez proche de l'enseignement conciliaire qui soutient que l'Église du Christ continue d'exister, bien que moins pleinement, dans d'autres Églises ou communautés ecclésiales. ; en outre, dans le même document, la CDF décrit les Églises orientales séparées comme de véritables Églises particulières, ce qui implique que l'Église du Christ continue d'exister en dehors de l'Église catholique.
Pour Hervé Legrand, l'interprétation de la CDF qui se trouve dans Dominus Iesus et dans le jugement sur l'ouvrage de Leonardo Boff est en contradiction avec le vote des pères conciliaires : dans ses prolongements, cette interprétation permettrait de « refuser le statut d’Église sœur à l'Église orthodoxe ». Or « le recours aux Acta Synodalia [de Vatican II] permet d'établir, avec une certitude presque absolue, qu'on a recours à ce verbe subsister pour éviter l'identification exclusive entre l’Église du Christ et l'Église catholique. » Quand le débat entre est et subsistit in a été repris en commission conciliaire, il fut décidé d'en rester à subsistit in. « Ce n'est ni un compromis, ni un refus de statuer : l'identification proposée dans le document préparatoire est récusée. On ne peut donc affirmer que subsistit in signifie est, car après l'explication de vote que l'on vient de mentionner, ce texte a été adopté par 1903 voix contre 17 ».

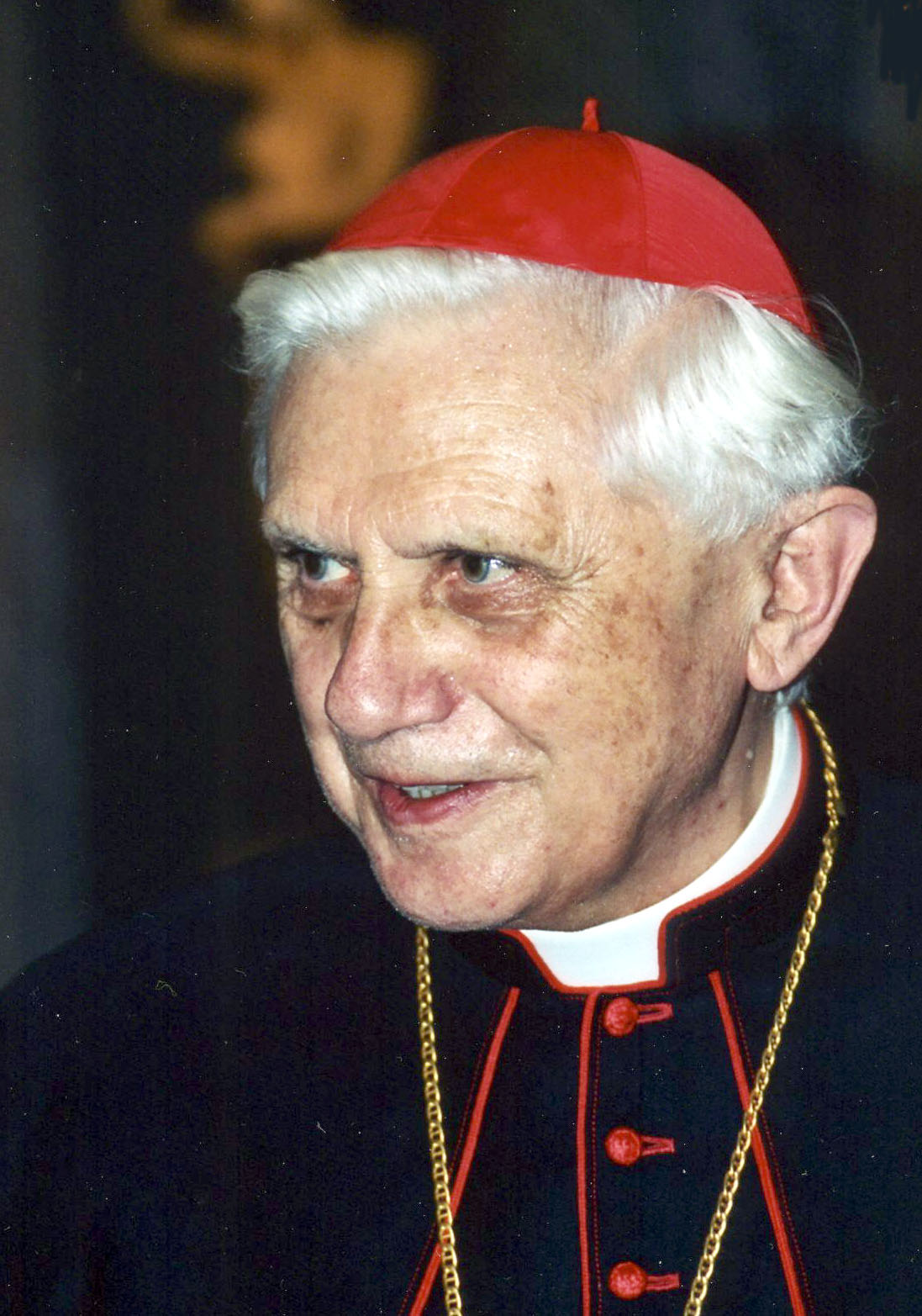
Joseph Ratzinger.

Ces réserves sont partagées par un certain nombre de théologiens, particulièrement en Allemagne, ce qui amène le cardinal Joseph Ratzinger, alors préfet de la CDF, à répondre aux critiques. Au théologien luthérien Eberhard Jüngel qui estime que Dominus Iesus ignore le fait que toutes les Églises « à leur manière » sont en réalité  « une seule Église sainte, catholique et apostolique », le cardinal Ratzinger répond que le document de la CDF ne fait que reprendre les affirmations du concile et des déclarations  post-conciliaires : selon ces textes, les autres Églises ne sont pas des Églises de la même manière que l'Église catholique prétend l'être mais contiennent « de nombreux éléments de sanctification et de vérité ». Le terme "éléments" n'est peut-être pas très heureux, mais il exprime une vision ecclésiologique dans laquelle l'Église n'existe pas en termes de structure visible, mais en termes de prédication et d'administration des sacrements.
D'autre part, lorsque Lumen gentium dit que l'Église du Christ « subsiste dans » l'Église catholique, gouvernée par le successeur de Pierre et par les évêques en communion avec lui, le mot subsistit ne sous-entend aucune exclusivité, ce qui semble incompatible avec l'encyclique Mystici Corporis Christi, selon laquelle l'Église catholique « est » la seule Église du Christ. À cette apparente contradiction, Joseph Ratzinger oppose la tradition catholique, dans laquelle s'inscrit Pie XII : ce verbe « être » ne signifie pas une identité totale, une impossibilité d'Église en dehors de la communauté catholique, comme en témoignent les Églises orientales séparées de Rome, qui sont des Églises locales authentiques. L'Église du Christ n'est pas une utopie inaccessible mais une réalité concrète dont rend compte le subsistit : le Christ garantit l'existence de l'Église, en dépit de tous les manquements humains, mais il y a aussi une réalité ecclésiale en dehors de la communauté catholique, et ce paradoxe incite d'autant plus fortement à poursuivre l'unité.
Sur le plan sémantique, le mot subsistit relève du registre philosophique en ce qu'il désigne la permanence, la substance, d’une réalité, quelles que soient les apparences, les « accidents » en termes scolastiques. Il appartient plus précisément au vocabulaire christologique pour traduire l'union hypostatique en la personne du Christ, et se rattache donc au langage trinitaire. Or, remarque Eberhard Jüngel, la théologie classique enseigne que seul Dieu « subsiste également » en trois personnes, en tant que Père, Fils et Esprit, en trois entités divines selon le mode consubstantiel de la périchorèse : dès lors, pourquoi ne pas appliquer ce schéma à l'Église, qui représente le mysterium Trinitatis dans le monde ? Mais Joseph Ratzinger se refuse à transposer le  mystère trinitaire à celui de l'Église.

## Les cinq réponses
Le 10 juillet 2007, la CDF publie dans L'Osservatore Romano de nouvelles précisions sur les enseignements de Dominus Iesus. Ces « Réponses à des questions concernant certains aspects de la doctrine de l'Église » abordent cinq questions : 

« Première question sur la continuité de la doctrine

« Le Concile n’a pas voulu changer et n’a de fait pas changé la doctrine en question, mais a bien plutôt entendu la développer, la formuler de manière plus adéquate et en approfondir l’intelligence. »
« Deuxième et troisième questions sur le sens de l'expression subsistit in et son usage au lieu de est.
« Selon la doctrine catholique, s’il est correct d’affirmer que l’Église du Christ est présente et agissante dans les Églises et les Communautés ecclésiales qui ne sont pas encore en pleine communion avec l’Église catholique, grâce aux éléments de sanctification et de vérité qu’on y trouve, le verbe ‘subsister’ ne peut être exclusivement attribué qu’à la seule Église catholique, étant donné qu’il se réfère à la note d’unité professée dans les symboles de la foi (‘Je crois en l’Église, une’) ; et cette Église une ‘subsiste’ dans l’Église catholique. » 
« Quatrième question sur l'ecclésiologie des Églises particulières d'Orient.
« Cependant, étant donné que la communion avec l’Église catholique, dont le Chef visible est l’Évêque de Rome et Successeur de Pierre, n’est pas un complément extérieur à l’Église particulière, mais un de ses principes constitutifs internes, la condition d’Église particulière dont jouissent ces vénérables Communautés chrétiennes souffre d’une déficience. »
« Cinquième question sur l'ecclésiologie des communautés protestantes
« Ces Communautés ecclésiales, qui n’ont pas conservé l’authentique et intégrale réalité du Mystère eucharistique, surtout par la suite de l’absence de sacerdoce ministériel, ne peuvent être appelées "Églises" au sens propre selon la doctrine catholique. »

## Le choix desubsistit
Si le terme subsistit impliquait une identification de l'Église du Christ avec la seule Église catholique, cette approche irait à l'encontre du consensus théologique qui a émergé au cours des quatre dernières décennies et qui réunit des théologiens tels que Yves Congar, Georges Tavard, Giuseppe Alberigo, John Borelli, Joseph Komonchak et Francis A. Sullivan, entre autres.
Ce consensus réside dans l'idée que l'Église catholique n'a pas le « monopole du salut », que dans d'autres communautés ou Églises on peut trouver les voies de ce salut, que la grâce de Dieu excède les frontières de la seule Église catholique. « En clair, cela signifie qu'il ne manque rien à l'Église catholique mais qu'elle n'est pas nécessairement l'unique à être fidèle au Christ ! Bref, l'Église catholique appartient pleinement à l'Église du Christ, mais je n'ai pas dit que l'Église du Christ était l'Église catholique. ».
De même, le cardinal Avery Dulles estime que le subsistit in est « une expression choisie délibérément pour prendre en compte la réalité ecclésiale des autres communautés chrétiennes », ce qui implique que les non-catholiques sont membres du Corps mystique du Christ, et donc de l'Église. Pour sa part, Bernard Sesboüé explique que le concile Vatican II voulait « se garantir contre le soupçon de 'relativisme' religieux, bête noire des Pères de la minorité » et que la formule veut affirmer que « la conviction que l'Église catholique a d'elle-même n'exclut pas que d'autres religions puissent participer à l' 'unique vraie religion' et comporter des éléments de vérité ».

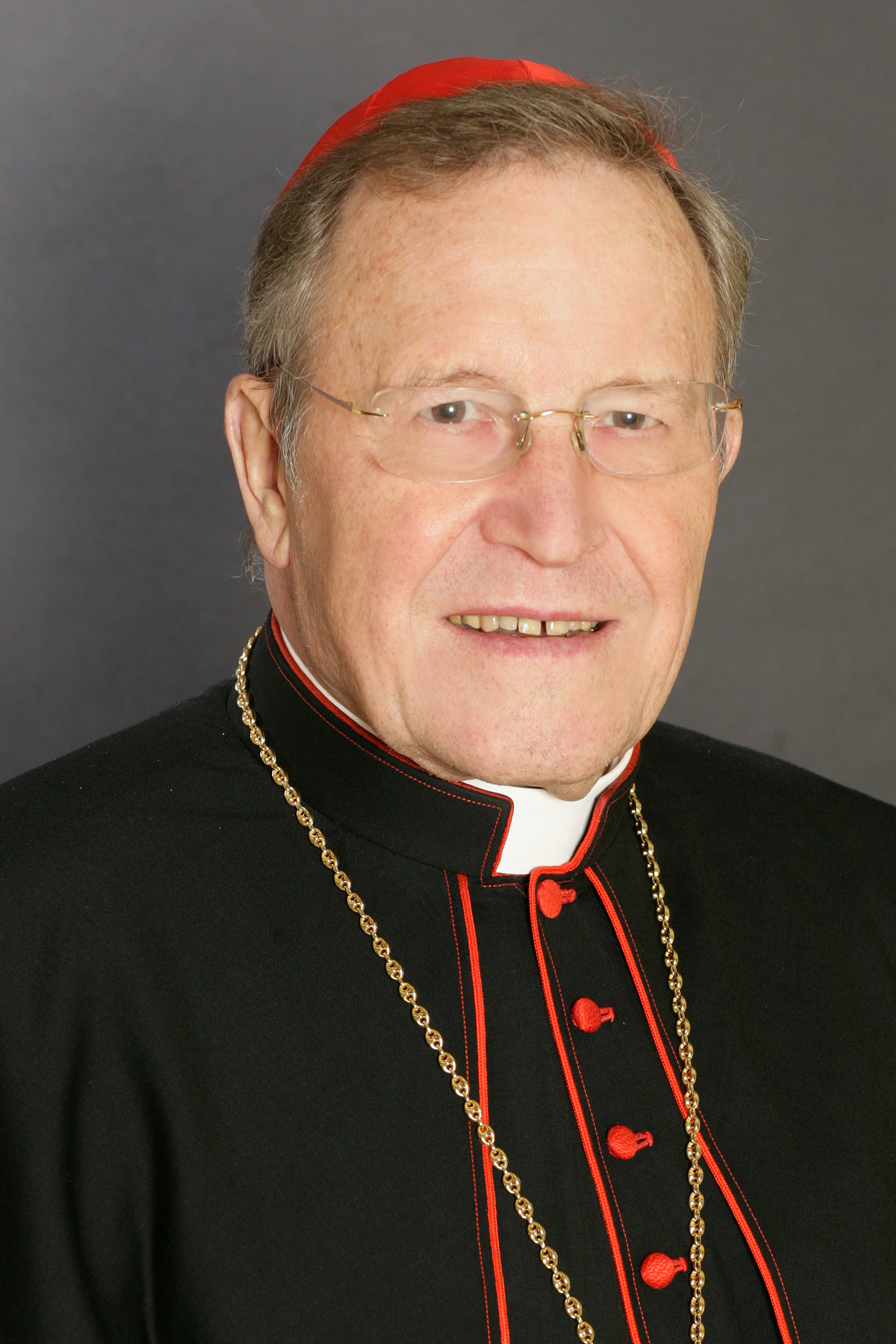
Walter Kasper.

Gérard Remy observe que le document publié par la CDF en juillet 2007 s'inscrit dans la lignée de textes antérieurs tels que Dominus Iesus aou encore les diverses encycliques de Paul VI ou de Jean-Paul II. Les « Réponses à des questions concernant certains aspects de la doctrine de l'Église », si elles n'apportent pas d'élément nouveau, redéfinissent les différences entre l’Église catholique et les autres Églises chrétiennes. Dans cette perspective, elles justifient l'usage de la formule subsistit in, par opposition à est, afin d'éviter « la monopolisation de l’ecclésalité » par l’Église catholique. Ce choix permet de faire coexister « deux affirmations qui pourraient s’opposer et donc s’exclure, à savoir que l’Église voulue par le Christ trouve sa pleine réalisation dans l’Église catholique et uniquement en elle, tout en admettant que l’Église du Christ soit présente et agissante dans d’autres Églises ou communautés ecclésiales ». Contrairement au verbe « être », qui aurait constitué une forme d’appropriation, les « Réponses » de 2007 entérinent l'emploi du verbe subsistit, qui affirme que « cette ecclésialité trouve son lieu de réalisation et de pleine attestation dans l’Église catholique mais ne se confond pas avec elle ».
Enfin, le cardinal Walter Kasper, président du Conseil pontifical pour l'unité des chrétiens, note également, dans un rapport de novembre 2001, que l'usage du mot « plénitude », dans ce contexte, « ne se réfère pas à la sainteté subjective, mais aux voies sacramentelles et institutionnelles de salut, les sacrements et les ministères. Ce n'est que sous cet aspect sacramentel et institutionnel que le concile peut trouver une déficience (defectus) dans les Églises et les communautés ecclésiales de la Réforme. La plénitude catholique et le defectus des autres sont donc d'ordre sacramentel et institutionnel, et non de nature existentielle ni même morale ; ils sont au niveau des signes et des instruments de la grâce, et non au niveau de la res, la grâce du salut ». Il voit dans  le subsistit in une formule qui aide à dépasser l'identification absolue que suppose l'usage du verbe « être » : « Le subsistit in peut être considéré comme une clause d'ouverture. Avec ce verbe, la prétention de l’Église catholique n'est ni relativisée, ni effacée, mais elle ne peut plus être présentée dans le sens du tout ou rien ».